# 賴維銘
賴維銘（英語：Eddy Lai Wai Ming；1973年12月12日—），是前香港賽馬會所屬自由身騎師，曾跟隨隸屬練馬師吳定強學藝。他的綽號是「香港戴圖理」。2019年5月27日，賴維銘在個人社交網站宣布正式掛靴，結束26年的策騎生涯。

## 經歷
賴維銘早年於香港賽馬會見習騎師訓練學校受訓練，其後跟隨練馬師吳定強學藝。1992-1993年度馬季，賴維銘以見習騎師身份出賽，在1993年4月24日策吳定強馬房「好日子」首次出賽，1993年5月5日，他憑策騎方中名下的「藍爵爺」取得在港首場頭馬勝仗。賴維銘於見習生涯階段合共贏得39場頭馬。
1995年10月18日賴維銘策騎『青山之寶』跑沙田安妥膠1650米得第7，賽後被被馬會競賽小組發現未盡全力策騎而遭重罰停牌9個月，至1996－97年度馬季方恢復出賽 （页面存档备份，存于）。
1999年12月8日國際騎師錦標賽尾關賽事，賴維銘策騎「股照炒」與意大利殿堂級騎師戴圖理的座騎「傳奇」於最後直路階段互鬥，雖然「股照炒」最終僅以短馬頭位落敗，但賴維銘整場賽事落力演出，因而被稱為「香港戴圖理」。
2003年2月16日，賴維銘憑策騎「自家飛」於香港經典一哩賽中以25倍半冷姿態勝出，個人首度赢得在港勝出一級賽。同月，他再獲策騎「自家飛」出戰香港打吡大賽，可惜最終不敵大熱門「勝威旺」更獲得一席亞軍。
2003年4月2日，賴維銘於跑馬地馬場憑策騎「開心莊主」勝出，贏得個人在港第100場頭馬。
2004年6月6日，賴維銘首次策騎「自家飛」遠征海外，角逐日本東京競馬場舉行的國際一級賽安田紀念賽，結果在十八匹馬中跑第十。
2005年11月1日，自由身騎師減磅指引首度設立，賴維銘當時已經在港累計獲得129場頭馬，超過了獲讓2磅的要求（在港累計已勝出95場頭馬），使他日後在一般讓磅賽事獲讓2磅優惠。
2006年10月29日，賴維銘再嚐分級賽勝利滋味，他憑策騎賀賢馬房的「騏綵」藉輕磅之利，以破場地紀錄時間勝出三級賽匯豐卓越理財碗。
2006年12月6日前，賴維銘贏得八場頭馬，再度得以參與國際騎師錦標賽。當天第三關賽事中，他在策騎「功力勝」期間，於彎位發生墮馬意外，即時並被送往瑪麗醫院救治。賴維銘經檢查後證實額頭及手腕受傷，並曾經一度失憶，經診斷後留院一晚接受觀察。
2008年10月，賴維銘獲香港賽馬會推薦參加由韓國賽馬理事會舉辦的韓國國際騎師邀請賽。賴維銘在賽事兩天共四場比賽中均沒有策騎馬匹上名，最終在十名騎師中名列第九。
2009年11月8日，賴維銘於新加坡金盃策騎「御草原」取得第六。
2010年5月12日，賴維銘於跑馬地馬場先後憑策騎「百利旺」、「勁勇士」及「桃李滿門」取勝，個人首次在港單日勝出三場賽事。
2012年1月18日，賴維銘於跑馬地馬場第二場賽事憑策騎「百利旺」勝出其在港第250場頭馬，使他日後在一般讓磅賽事不獲讓磅優惠。
2014年至2015年馬季，由於賴維銘長期受傷缺陣，所以他該季只贏得四場頭馬，成績有所下滑。
2015年至2016年馬季，賴維銘因在2015年10月12日於沙田馬場進行晨操期間，在閘廂內發生事故，導致其右腿受傷，令他長期缺陣至季尾，結果這季他只憑策騎鄭俊偉馬房的「創意寶」贏得一場頭馬。
經過16個月休養後，2017年2月，賴維銘復出並開始操練退役馬作踱步操練。2017年3月，他開始操練現役馬以逐步回復狀態。2017年4月7日，賴維銘接獲香港賽馬會受薪董事小組醫生證明，其身體狀況適宜恢復策騎出賽。因此，他可以接受4月12日跑馬地賽事的策騎聘約。2017年6月14日，賴維銘於跑馬地馬場第四場賽事策騎蘇偉賢馬房的「財神」，在直路尾段力克大熱門莫雷拉的坐騎「首映」，取得他久休復出後的首場頭馬勝仗，亦同時是他該季取得的唯一一場頭馬。
2017年9月13日，賴維銘憑策騎蘇偉賢馬房的「競駿時代」取勝，打開2017-2018年度馬季勝利之門。
2018年1月28日，賴維銘於沙田馬場第6場賽事策騎「老友威威」期間，因涉及違反賽事規例100條第2節規例，未有令董事滿意方式策騎而被競賽小組重罰停賽6個賽馬日。
2018年6月8日，指示管理層通知自由身騎師賴維銘，其今季的出賽策騎表現受到關注，而其2018/2019年度馬季的整體出賽策騎表現將會受到密切監察。
2019年1月12日，賴維銘於沙田馬場第五場賽事策騎葉楚航馬房的「軒轅齊飛」，座騎在他胯下以一放到底姿態擊敗莫雷拉的大熱門座騎「嫡愛摯寶」，為他攻下保良局140周年紀念盃。賴維銘繼2013年3月2日策騎「熱爆男」攻下香港評馬同業協進會挑戰盃後，事隔5年多後再度捧盃而回。

## 爭議

### 贏馬神器事件
2019年3月17日，賴維銘策騎葉楚航馬房的「贏馬神器」跑獲一席第三。然而，香港賽馬會競賽董事小組指控賴維銘未能控制馬匹，使步速加快，失去應有的爭勝機會，涉嫌違反香港賽馬會賽事規例第99(2)條。研訊消息一出後，香港賽馬會競賽小組遭到馬評家一致的批評和本地傳媒廣泛的報道，更被指涉及種族歧視，針對華人騎師，令公眾質疑競賽小組的執法權力過大，紛紛感概賴維銘的慘況堪比岳飛。不少馬迷對賴維銘被研訊皆感到不公，並支持他本季成為最受歡迎騎師。截至6月13日(午夜)，賴維銘於最受歡迎騎師得票率為17.9%，較莫雷拉的17.7%還要高。
2019年3月27日，賴維銘被指控違反香港賽馬會賽事規例第99(2)條，事緣他未有於整場賽事中採取一切合理而又可容許的措施，確保給予「贏馬神器」十足爭勝機會，或取得最佳名次。香港賽馬會競賽董事小組接納賴維銘的請求，將研訊押後進行，讓他有機會考慮有關證供，然後就指控作出抗辯。
除了受競賽小組指控外，賴維銘早前亦因右腳扭傷而需休養一段時間致未能出賽。2019年4月30日，香港賽馬會競賽董事小組完成了有關他策騎「贏馬神器」的方式之研訊，賴維銘不承認小組對他所作出的指控。小組其後考慮了賴維銘提出的證供，判罰他停賽十個賽馬日，並將上述停賽的生效日期追溯至由3月31日開始（即賴維銘被指控後的下一個賽馬日），直至5月2日他才可恢復策騎出賽。
2019年5月1日，賴維銘決定向香港賽馬會交還騎師牌照，結束多年來在港的策騎生涯。他其後在個人社交網站上載了一張黑底灰字的頭像，並感觸地寫下：「策馬奔騰的日子結束了，余（餘）生有你與我相伴。」

2019年5月27日，香港賽馬會牌照委員會正式撤銷賴維銘2018／2019年度馬季的騎師牌照。賴維銘在港策騎27個馬季，合共贏得298場頭馬，其策騎生涯的最後一場頭馬於2019年3月2日憑策騎何良馬房的「幻影飛鷹」取得。

## 日常生活
2009年9月，賴維銘獲香港賽馬會批准於新報體育版寫足球博彩資訊。
2015年8月21日，賴維銘接受星島日報的訪問時，稱自己不擅應酬，無意成為練馬師或幕後工作。
2019年5月13日，賴維銘受訪時表示，因太太投資有道，已經能夠財務自由，所以退休後生活不成問題。。

## 成就
- 國際騎師錦標賽季軍 - (2) - (1998年、2004年)

## 主要勝出賽事
香港
- 香港經典一哩賽 - (1) - 自家飛 (2003)

- 國慶盃 - (1) - 浦東之寶 (2000)
- 滙豐卓越理財盃 - (1) - 騏綵 (2006)
- 精英碟 - (1) - 沙貝利 (2011)

- 樂聲盃 - (1) - 頻頻的 (2000)
- 跑馬地錦標 - (1) - 至勇名駒 (2008)

- 祈德尊盃 - (1) - 爭氣 (2005)
- 花旗盃 - (1) - 時代明星 (2009)
- 第16屆英聯邦律會議盃 - (1) - 新薪 (2009)
- 聖佐治挑戰盃 - (1) - 勁勇士 (2010)
- 法國賽馬會盃 - (2) - 按得快 (2009)、桃李滿門 (2010)
- 香港評馬同業協進會挑戰盃 - (1) - 熱爆男 (2013)
- 保良局140週年紀念盃 - (1) - 軒轅齊飛  (2019)

## 在港策騎成績
| 年度        | 冠  | 亞  | 季  | 殿  | 第五 | 出賽次數 | 所贏獎金（港元） | 備註     |
| ----------- | --- | --- | --- | --- | ---- | -------- | ---------------- | -------- |
| 1992 - 1993 | 1   | 0   | 1   | 2   | 2    | 16       |                  | 策騎首季 |
| 1993 - 1994 | 3   | 9   | 7   | 10  | 16   | 114      |                  | 第2季    |
| 1994 - 1995 | 2   | 5   | 2   | 8   | 5    | 87       |                  | 第3季    |
| 1995 - 1996 | 2   | 5   | 6   | 4   | 4    | 80       |                  | 第4季    |
| 1996 - 1997 | 13  | 9   | 18  | 11  | 13   | 187      |                  | 第5季    |
| 1997 - 1998 | 12  | 11  | 16  | 18  | 27   | 280      |                  | 第6季    |
| 1998 - 1999 | 14  | 17  | 20  | 17  | 22   | 288      |                  | 第7季    |
| 1999 - 2000 | 12  | 22  | 15  | 18  | 30   | 309      |                  | 第8季    |
| 2000 - 2001 | 9   | 11  | 14  | 21  | 19   | 337      |                  | 第9季    |
| 2001 - 2002 | 18  | 19  | 28  | 16  | 32   | 399      |                  | 第10季   |
| 2002 - 2003 | 17  | 15  | 18  | 25  | 21   | 394      | $ 18,329,750     | 第11季   |
| 2003 - 2004 | 16  | 19  | 24  | 28  | 23   | 373      |                  | 第12季   |
| 2004 - 2005 | 10  | 23  | 19  | 26  | 23   | 382      | $ 10,406,750     | 第13季   |
| 2005 - 2006 | 18  | 17  | 34  | 31  | 22   | 424      | $ 13,913,775     | 第14季   |
| 2006 - 2007 | 24  | 25  | 24  | 24  | 25   | 431      | $ 17,109,215     | 第15季   |
| 2007 - 2008 | 14  | 28  | 26  | 31  | 38   | 445      | $ 13,730,375     | 第16季   |
| 2008 - 2009 | 26  | 19  | 32  | 36  | 25   | 387      | $ 19,678,550     | 第17季   |
| 2009 - 2010 | 20  | 28  | 23  | 38  | 31   | 437      | $ 18,576,425     | 第18季   |
| 2010 - 2011 | 14  | 24  | 26  | 23  | 23   | 379      | $ 14,857,450     | 第19季   |
| 2011 - 2012 | 13  | 18  | 22  | 27  | 24   | 346      | $ 13,473,500     | 第20季   |
| 2012 - 2013 | 14  | 18  | 16  | 16  | 15   | 283      | $ 11,757,850     | 第21季   |
| 2013 - 2014 | 10  | 18  | 19  | 30  | 33   | 366      | $ 11,600,500     | 第22季   |
| 2014 - 2015 | 4   | 6   | 13  | 9   | 10   | 230      | $ 5,065,225      | 第23季   |
| 2015 - 2016 | 1   | 2   | 2   | 0   | 2    | 37       | $ 1,173,775      | 第24季   |
| 2016 - 2017 | 1   | 3   | 2   | 3   | 5    | 84       | $ 1,894,900      | 第25季   |
| 2017 - 2018 | 5   | 10  | 17  | 16  | 21   | 309      | $ 9,378,525      | 第26季   |
| 2018 - 2019 | 5   | 10  | 11  | 11  | 11   | 179      | $ 7,606,500      | 第27季   |
| 總計        | 298 | 391 | 454 | 500 | 522  | 7573     |                  |          |

## 外部連結
- 騎師資料 賴維銘